# Blatná Polianka
Blatná Polianka es un municipio del distrito de Sobrance en la región de Košice, Eslovaquia, con una población estimada a final del año 2024 de 172 habitantes.
Se encuentra ubicado al noreste de la región, en la cuenca hidrográfica del río Bodrog (afluente derecho del Tisza) y cerca de la frontera con la región de Prešov, Ucrania y Hungría.

## Demografía
| Año        | 1994 | 2004    | 2014    | 2024    |
| ---------- | ---- | ------- | ------- | ------- |
| Población  | 190  | 173     | 167     | 172     |
| Diferencia |      | −8,94 % | −3,46 % | +2,99 % |

| Año        | 2023 | 2024    |
| ---------- | ---- | ------- |
| Población  | 177  | 172     |
| Diferencia |      | −2,82 % |